# Adapantus affluens
Adapantus affluens är en insektsart som beskrevs av Naskrecki 2008. Adapantus affluens ingår i släktet Adapantus och familjen vårtbitare. Inga underarter finns listade i Catalogue of Life.